# Croquis

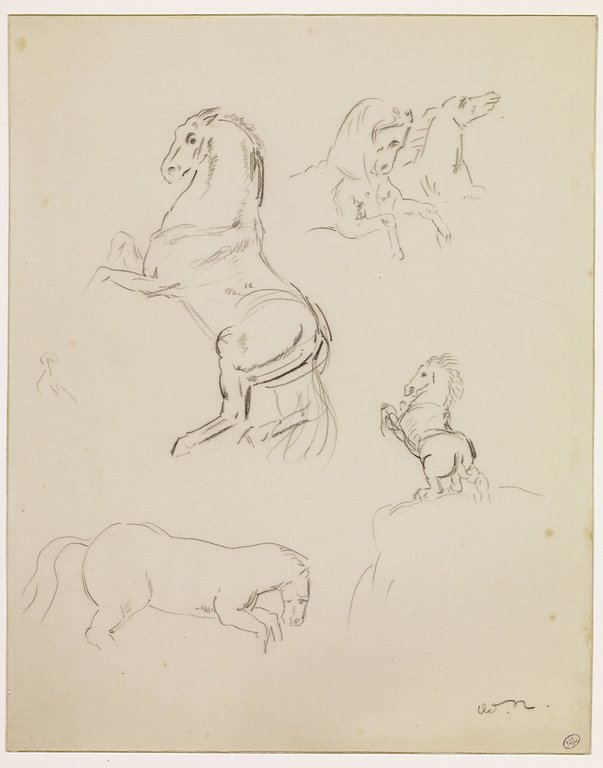
Varios croquis de caballos; caballo encabritado en la parte superior

El croquis es un dibujo que plasma de forma simplificada una imagen o alguna idea, se hacen sin utilizar instrumentos de dibujo ni medidas. Por lo general se trata del esquema elaborado a partir de la copia de un modelo proveniente de la naturaleza o de la plasmación visual de un concepto proveniente de la imaginación. 
Tiene su origen en la lengua francesa, donde, desde el siglo XVIII, y derivando del verbo croquer "cascar" y "comer" (proveniente a su vez de la onomatopeya croc), significa "dibujo" o "diseño rápido"; hecho, por tanto, sin detalles ni grandes ni precisiones significativas del dibujo.
La técnica de croquis debe ser aplicada tomando en cuenta las líneas principales de un dibujo.

## Croquis didáctico
Un croquis para colorear e identificar los países.
El término croquis abarca esquemas que han sido fabricados comercialmente para su venta en establecimientos de papelería, y se refieren a un papel con delineaciones preestablecidas para transmitir una idea o un concepto a grandes rasgos. 
Por ejemplo, como material educativo se emplean mapas mudos previamente impresos que sólo muestran los perfiles geográficos físicos o políticos, o ambos (líneas del trazado de costas o fronteras, puntos de localización de lugares), sin incluir los nombres de los accidentes (continentes, islas, penínsulas, mares, ríos, cordilleras, montañas, países, provincias, ciudades, etc.), para que sea el alumno quien los añada sobre el croquis.